# Carta-Puebla de Oviedo
La Carta-Puebla de Oviedo es un documento concedido a la ciudad asturiana de Oviedo por Alfonso VII revalidando el Fuero de Oviedo otorgado a la ciudad por Alfonso VI.
El documento que se conserva es una confirmación del rey Fernando IV efectuada en 1295, dentro de la cual se inscribe la carta puebla. Este documento se conserva en el archivo del Ayuntamiento de Oviedo.
La ley más importante de la carta es el privilegio que se le concedía a los habitantes de la ciudad, por el cual les convertía en vasallos únicamente del rey.

## Transcripción
don fferrando por la gracia de Dios Rey de Castella de leon de Toledo de Gallizia de Seuilla de Cordoua de Murçia de jahen del algarbe et sennor de Molina. al Concejo de la Cibdad de Ouiedo. Salut et gracia. Sepades que Gontsalo garçia et Beneyto iohanes uuestros personeros que enuiastes a mi a estas cortes que agora fiz en valladolit me mostraron el uuestro fuero que uos dio don alffonsso emperador de espanna el qual es fecho en esta manera. –In nomine patris et filii et spiritu sancti. Cuius Regnum et imperium sine fine permanet in secula seculorum amen. Ego adefonssus sub Christi gratia yspanie imperator una cum conjuge mea Beringaria Regina et filiis nostris sançio et ffernando Garçia uobis çibitatoribus de Oueto tam presentibus quam futturis façio cartam stabilitatis uobis et uille uestre deyllos foros per quos fuit populata villa de Oueto et Villa sancti facundi tempore aui mei Regis domini adeffonssi ut illos bonos foros habeatis uos et filie et nepotes uestri et omnes suçessores uestri in uilla de Oueto usque in finem seculi firmos et saluos modo subscripto. Istos sunt foros que dedit Rex donno adeffonsso at Oueto quando populauit ista uilla per foro sancti facundi et otorgauit istos foros illo imperatore. Inprimis pro solare prendere uno solido at illo Rex. et duos denarios at illo sagione. et dia cada vno anno uno solido por inçensso de ylla casa. et qui illa uendere dia vno solido al Rey. et qui illo conprare, duos denarios at sagione. et si uno solare se partir en quantas partes se partir tantos solidos dare. et quantos solares se tornaren en vno. vno incensso darant. de casa do omme morar. et ffuego fizier dara vno solido de fornaje et faga forno ubi quesierit. Omme populatore de Oueto ille et quanta hereditate potuerit comprare de fora de terras de villas sedeat franca de leuare ubi quesierit et de vendere et de dare et de fazer de ylla que quesierit. et non faga pro illa nullum seruiçium. et nullo homine non pose en casa de omme de oueto. sine so grado, et si ibi quesierit posar a fuerça destiendasse con sus uezinos quantum potuerit. In istos foros que dedit Re domno adefonso Otorgo que de ommes de Oueto non ffossen en fonssado si el mismo non fuesse cercado aut lide canpal non habuisset quomodo de quantos Res que post ille uenissent. Et si ille cercato fuisset aut lide canpal habuisset desque yllos pregoneros uenissent in illa terra que non exissen omines de Oueto ata que non uidissen totala gente mouyda peon et cauallero desde boca de valcarcel. ata leone que postea quando illos seran passados non exian ata tercero dia. et illos majorinos que illo Re posiere seant uezinos de ylla uilla vno franco et uno castellano. et que illos perdigan per loamiento del conçello que demandent sos derechos del Re. et tengan sos uezinos in foro. Et otrossi illos sagiones. Et tanto quomodo plazera al Re. et at illo majorino. non sedeat espectado et si illo non quesierit non sedeat majorino. Majorino nin sagione non intret in casa de omme de Oueto pro prendes prendar si fiador lle parar per foro dela uilla. et etsi sobre fiador quesierit intrare deffendasse el don de la casa quomodo mellor podier. Et si mal y prendier el mayordomo o sagione logresselo et si fiador nonlle parar prenda pennos et dialos al queresollo. et silos rreuellar prenda del altro dia çinco ssoldos. Si uezino a uezino casa demandar dia cada uno fiador en ssessaenta ssueldos. que el otro que vencido fuer peche ssessaenta ssueldos al Re. Si omme de fuera demandar casa en la uilla uenga ala uilla dar et prender derecto per foro de la villa et dia fiador que si cayer de yuso duple. la casa en altro atal logar ssessaenta ssueldos al Re. Inffançone o podestade o conde que casa ouier enna uilla. aya tal foro quomodo maior aut minor. Por el debdo connoscido que aya ádar uezino a uezino prenda pignos illo sagione et dialos al querelloso et non le dia plazo si non quesierit. Et si miedo habuerit quesse uaya tiéstelo el mayordomo que non se uaya ata quel dia dereito et si ille se sor uaya el mayordomo ala casa et prenda et aparte quomodo si el y ssust. et si illos le uedare. altro dia prenda çinco ssoldos. et rreprenda pinnos. et quantos dias los tollier tantos çinco sueldos prenda del. ata quelli de su auer. Etsi pennos lli non tollier dialli pennos delcauo del auer. Etsi non lli da su auer de nueue dias ye de nueue dias lli dia pinnos del cabo ata que sea pagado. De rrancura que haya uezino de altro que debdo connosçudo non sea uaya con majorino et demandelli fiador et silo non dier prende illo. et si el dis non dare agora fiador mas buscare o die in toto die et darle fiador uaya el mayordomo sua carrera et el busque su fiador en todo el dia et lieuelo a casa del rrancuroso et si el rrancuroso y non fuer faga testigos de sus uezinos et diga fiador quiero dar a ffulano et non es y. et fiador fulan et si assi non leuar fiador uaya altro dia el mayordomo et prenda del çinco ssueldos. et si el dis non dare fiador entrel Majorino por pennos et si illos le uedar prenda del al otro dia çinco ssueldos. et de cabo. et por cuantos dias lli uedar pinnos o fiador ental guisa dia tantos cinco ssueldos. Et si el Majorino por alguna consecha non le quisiere aportar quelli dia derecto faga testigos et ysca fora prendar sin calonna et dialo enfiado et uenga ála uilla et prenda fiador por el fuero de la uilla et sea suelta la prenda. Et si antes non arrancurar al Majorino o a sagione et foras yxir prendar tornela prenda a su sennor et peche sessaenta ssueldos al Re. Hye si uezino a uezino fiadura negar colla del fiador a doble a cabo quesi podier arrancar por judiçio de la villa quel pecte el dublo. Etsi dos ommes trauaren magar quel Majorino o sagione delante estant non ayan y nada. si uno dellos non lli da sua uoz. si fierro molido y non sacar a malffazer. Et si sacaren armas esmolidas aut omme y mataren escollasse el Majorino qual quesier o las armas o el omeçio sin voz quelle sea dada. LXª. ssueldos. porlas armas. et porlo omeçidio trezientos ssueldos.et quantas armas sacaren leuantesse vno de la volta qual se quesiere et dia fiador por todos et parelos trassi. et non peche por todas las armas mas que sessaenta ssueldos. Etsi boz lle da uno de aquellos que trauaron al Majorino. uaya con el et dia al rrancuroso fiador por el fuero de la uilla. et al terçer dia dialli derecto el Majorino. El mayordomo non tenga boz por ninguno de illos. Mas ellos tengan su boz si sobieren, et si non sobieren. Rueguen uezinos dela uilla que sean uezinos que tengan sus uozes. Et quien enfiado fuere por el fuero de la uilla demande al otro fiador de aqueda por tod sienpre por el foro de la uilla et del uno tan grant sea ela fiadura commo ela altra ata que prendan judiçio. Etsi alguno de yllos rretraersse quesiere del judiçio peche. V. sueldos. at su contendor et su contendor collalos con el Majorino. el mayordomo los medios et el los medios et al fiador deque prenden los çinco ssueldos. dianlli si adores al doblo. et al cabo. ambos illos contenedores. et ayant sobre todo su judiçio ambos et dos. et el que cayer doble al fiador. Hye de aquellos que trauaren el que souado for con torto si uoz da al mayordomo et arrancado sore ille altro por judiçio peche .V. sueldos al Majorino et el nolo prenda ata yllo arrancado sea conplido et illo rrancuroso por quantas feridas ouiere onde el altro arrancado sor por judiçio o por esquisicion. por cada ferida delos dientes ayuso pecte siete sueldos et medio. Et delos dientes a asuso o sagne rronper por quantas plagas ouiere que dessebradas sean unas de altras quinze ssueldos. por cada una. hye sagne non rronper siete ssueldos et medio o escudo o lança et espada o doze ommes descalços de sua casa ata la sua que yllos uayan pedirles merçet. et destos tres derechos prenda el rrancuroso qual quesier. et de illas feridas que illo querelloso demandar onde el pesquiriçion pudiere auer peche las que el connoçier, et si mas lli sobre posier el souado. jure el altro por sua cabeça que mas nonlly fizo de aquellas que el manifiesta et de ipsas que el manifiesta. ye beselo. et si el rrancuroso non quesier prender uno destos tres derechos partasse el conçello del et tengasse con altro. et si el altro no le quesier dar partasse el conçello del. et tengasse con altro. Nullo omme que sacar armas esmoludas o espada nua de ffora manto contra su uezino pecte sesaenta ssueldos. et si portar espada nua de yuso manto o en sua uayna et nola sacar non aya calonna. et si uezino dela uilla sacar armas moludas contra omne. de fuera en qual quier mesura sea non aya y calonna. Etsi dalguna parte uenerit uezino et portar armas conssigo si so uezino alla salier et se defendier con ellas non aya. y calonna. yesi el uezino que defuera uenier portar armas conssigo. si a su uezino cometier primero et ferir lo quesier. con las armas que portar desnudas sin cosa que el lli non diga o que illi. non faga pecte LXª. sueldos si tomo las sacas de casa. Isto coto es dentro la uilla. Si barallar uezino con uezino et el uno denostar al otro per uno destos quatro denuestos. fodidenculo. sieruo. çigulo traydor sil firier sobre aquesto una uez conlo que touiere en mano que non se baxe por prender alguna cosa et non uaya a su casa por armas con quel siera logrelo sin calonna et qui emprimar postea pecte ço que fizier et logrelas aquellas que el fizier. et por estos quatro denuestos por qual quier que il diga et non lo enuiar ferir una vez aquel quel denosto postea le quesier uenir a derecto por foro dela uilla. paresse en conçello et diga lo que dixe dixelo contro el mal taliento et non portal que uerdat sea et menti por esta boca et faque el dedo por los dientes et por estos otros denuestos non traya el dedo por la boca mas planamientre se desmienta. Si onme de fuera rrancura ouiere de uezino dela uilla et al Majorino. uenier et lo rrancurar ante quel prendare uaya el Majorino. al uezino con el rrancuroso de fuera et digalo el. Majorino. al uezino tu fulano da derecto a este omme que ye rrancuroso de ti. et si el uezino le derecto quesier dar por el Majorino. uaya el Majorino. con el uezino al plazo ámezanedo et uaya y et aiudelo et si el uezino non ouier fiador busquelo el mayordomo et metalo el juyçio con sua mano. et quando se tornar para sua casa non le dia a yantar nin a çenar nin le faga seruiçio por esto si non quesier. et si fiador lli non quesier dar por el Majorino. al querelloso de fuera uaya su carrera el rrancuroso et el Majorino. non aya calonna ninguna esti prendar el rrancurroso despues uenga el Majorino. con el prendado et diga tu fulano saca la prenda de to uezino et talle plazo con el prendado et saque sua prenda enfiada de aquel que prendo si quisiere enfiada sinon commo el podiere et aduga ámezanedo aquel querelloso de fuera et uaya alla el uezilio por quien prendaron áaqual plazo tallaren et non uaya alla el Majorino. con el si non queriere porque non dio fiador ante quel prendassen quando a el uieno. Etsi el de fuera uenit ámezanedo et el uezino y non sor por quien prendaran tomello prendado la prenda en mano et tornet a mano enla uilla et apiertenlo con el Majorino. ata que uaya dar fiador. apres de la prenda. Etsi el uezino ámenazanedo sor al plazo que tallaren et el de fora non uinier aquel que prendado es saque su prenda et adugala ámezanedo. Nul omme que prendar fueras sis rrancurar al Majorino. o al sagione pectet LXª, ssueldos al Majorino. et torne la prenda. Mas si el mostrar rrancura al Majorino. o al sagione que endereçar non quiera on el testigos possa auer solos dos ommes bonos leales esca fuera prendar sin calonna et diala enfiada et tornesse ala uilla et tome fiador por fuero dela uilla et sea suelta la prenda. Hye nul omme uezino dientro uilla non deue prendar et si prenda peche çinco sueldos al merino et tórnela prenda a su duenno. Et nul uezino que demandar uoz de çinco ssueldos a su uezino et el altro lo negar et el altro pesquisicione non podier auer dia un omme desua mano et sea christiano si quier de siete annos in arriba que rresponda amen. et aquel quel juramentar juramentelo por quanto quesier et el jurador calle et quando el ouiere todo dicho responda una uez amen. et quando lli iulgaren dia el fiador sua jura a terçer dia por foro de la uilla. Hye si uoz demandar de çinco sueldos a suso si quier de çinco ssueldos et un dinero seala uoz jure el por sua cabeça al tercer dia. et si el otro quesier tornar a lide recuda el otro et dianse fiador enla lide en mano del Majorino. del Re et daquel dia a nueue dias. sean aparellados dela lide et diansse fiador el uno al altre en çinquaenta. Lª. ssueldos. por conducto et dian fiador al Majorino. del Re en LXª. ssueldos. et si se estreuier lidiar uno dellos lide et si non meta altre por si. et si antes que yscan al canpo pues que enfiada yela lide en mano del Majorino. por quien Restrar peche çinco ssueldos. et al Majorino. Etsi al canpo yxieren et non se firieren por quien rrestrar peche X ssueldos. al merino et si lidiaren que ellos se fieran el que sor uençudo pecte lucto et conducto sessaenta sueldos. al Re en lucto et Lª. ssueldos. en conducto al uencedor. Enla uilla del Rey non pueda auer uassallo sinon del Re. si de casa non for óde su manpuesto. et nullo omme que dela villa fuer dientro se clamar a sennor de fuera qui poblador uezino.si dela uilla for peche LXª. ssueldos. al mayordomo del Re. Hye omme que pinnos tenga de omme de fuera et sus pinnos sacar quesier por juro.et por juyzio o por baralla o prendar por ello non conpla judizio amezanedo mas uenga aqui a la uilla et prenda judizio sobre sus pinnos et firme sobre los que touier et non exa por ellos foras ámezanedo. Hospede que posar en casa si so auer comendar al ospede o ála ospeda et en testigos poda auer de sus uecinos que tanto quanto le el da a condesar tanto lli torne. Et si testigos non pode auer de sus uecinos que tanto quanto lli el da a condesar tanto lli torne. Etsi testigos non pode auer daquello que lli da a condesar quando illos por lli tornar so auer el ospede algo el quesier sobre poner. salue el don de casa por sila caber,a que mas non lli dio daquello et partasse el otro del. Et quando en sua casa entrar et su auer mete dientro et al ospede nolo da et algo y perde et al ospede sospecto a et demandelo a el o ásua criazon por quantas se quesier saluar el don de la casa jure...... illos que por el nin por illos nin por so conssejo minos non a su auer et partasse. dellos. Todo omme que pan o sidra ouier de vender vendalo qual ora si quesier sen calonna et nolo dexe por nul omme. Omme o muller que uenga a ora de transsir por mandar su auer la derredrera manda que fizier sea estable. Et sila manda en sanidat despues nola desizier estable es. de auer et de heredat. Todo omme que poblador sea enla uilla del Re de quanto auer podier auer assi auer como heredat de ser ende su plazer de uender el de dar a quienlo el diere que lle sea estable. si sillo non ouier. et si sillo ouier del diale a mano aquello quel plazier quel non deserede de todo. etsi de todo lo deseredar todolo perdant aquellos aquienlo dier. Omme que muller prende pedida ásus parientes ó ásus amigos et pér conçello et arras lli dier ante quela espose dialli fiador de sus arras quales se conuinieren per foro de la uilla. Et daquel dia quel fiador lli diere aya fecho su carta ata nueue dias o ala muller o asos parientes Rourela so marido en conçello et el fiador suelto destas arras quel marido lli da desque sillo ouier las arras son muertas partan ço que dios lles dier. Omme que so auer perdier si sospecha ouier en su uezino et omme leal sea. el uezino. que ladron non sea de otro furto et prouado por conçello saluesse por sua cabeça et non lide por ende. Etsi omme for que leal non sea. que otro furto aya fecho et prouado sea por conçello deffendasse por lide. Etsi lidiar non quesier lieue fierro caldo. et si exir cremada pechel auer con suas Nouenas. al don del auer et diez sueldos por los tagantes al merino et si muller for que sea presa en altro furto et prouada por conçello lieue fierro caldo.et si marido ouier o pariente que la defienda o fillo et lide por ella et si uencido for pechel auer con suas nouenas et diez sueldos al mayordomo por suas tagantes. Omme que sua sidra uendier et falssa mesura touier et lo podier saber el conçello el mayordomo prenda el. Majorino. delos Oommes bonos et uaya a casa daquel et siera las mesuras álas que derechas son por conçello et si falssas exiren quebrantelas el merino et prenda çinco ssueldos. de aquel sobre quien falssas lás trobaren. Si uassura echar de sua casa en las calellas peche V. sueldos al merino et tuellalo ende. Et uezino que por mal taliento echar piedra en casa de su uezino. peche V. sueldos. al donno de la casa si tal ninno non fuer que sea de diez annos en aiuso. Omme quesua casa allugar quando la quesier pora si o pora so fillo o pora su filla aquel que mora en ella dia el alluguer de quanto y moro. et ysca della et si sacarlo quesier ende pora otro perda el alluguer. mas si conuenençia lli pusier quela non perda por el nin por otre tengala sata su plazo et dia lli su alluguero. Omme que demandar auer a omme muerto ondel muerto non manifiesta nin foe en sua enfermedad quam se manifestara et sus debdos connoqia queles el auia ádar et atri áel jure el que demanda sobrel morto et lieue fierro caldo el in yglesia et antes que lieue dianlli fiador de so auer. Etsi omme muerto dela uilla non fuer jure et lieue fierro caldo en la iglesia et si yxir quemado uaya por mentiroso et perjuro. et si saluo exir dianlli su auer los que heredan sua bona del muerto. Etsi parientes del muerto demandant auer en uoz del muerto al uiuo on del uiuo conosçudo no fue en uida del muerto nel muerto nonlli demando en sua uida el pariente que aquel auer demanda jure et lieue fierro caldo el en iglesia et lieue lo tres passadas por foro dela uilla de ouiedo et quando el fierro ouier leuado sea ela mano sigillada fata terçer dia et quando uinier el tercer dia dessegille la mano etlos uigurios et catenlli la et si exir quemada sea perjurado et lexe estar el otro et si saluo exir dianlli su auer. et si el muerto ensu uida a otro uiuo demando et derecho lli non conplio. átal juyzio commo auería en su uida tal lo aya con parientes del muerto. Etsi el uiuo le connoçeo en su uida del muerto: et agora dis álos parientes que aquel auer demando que aquel muerto conplio aquel auer iure queilli lo dio o áomme por el áquien el muerto mando en sua uida. et filos parientes quel auer demandan yela uoz del mayordomo tornar la quesieren álide. lide por él. et si uençudo for dé el auer de morto. Nullo omme que átestimonio se clamar barón a mullier que díxer que testimonias dara de ommes bonos et leales et de bonas mullieres prestelli. Et todo omme et toda mullier que ápesquiriçion se clamar en qual quier uoz quel demandaren nola saque ningun della. Et non deuen a dar yantar Si non al cuerpo del Re trezientos sueldos siema eno anno quando uinier. Omme que uezino ye et casa non a en la uilla quando dier fiador por calonna que faga o por rrancura que aya del so uezino et dia fiador por fuero de la uilla et si non abastar al tercero día et si el sse for o estodier. que peche fiador cinco sueldos. et aduga al omme a derecho por foro de la uilla et filo aduger non podier cunpla la uoz. Etsi omme que casa ouier en la uilla por qual quier calonna que faga dia fiador en cinco soldos. Etsi se for peche el fiador çinco ssueldos et el fiador suelto tornesse ála casa daquel que lo miso por fiador o a sua bona o la trobar. De Baralla que se leuarat enla uilla onde ommes quierant a buelta si omme y mataren non saquent que uno omeçidio por nomme el matador o aquel ques quisier daquellos que podran saber por esquisiqión qui en el seriron onde sospecha ouieren diant derecho por foro de la uilla juren por sua cabeça et non sea omeziero. mientrc que enesta uuelta son ante que derecho prendan fagan treguas pel fuero dela uilla assi daquestas bueltas commo de otras et de las treguas diant se fiadores assi de la. Iª parte commo dela otra dian fiadores en mill sueldos. o en punno diestro et sean las treguas bo¬nas et saluas dellos et de sos parientes et de sos amigos et de so conçejo. et essas treguas por quant se conuenieren. et quilas treguas quebrantas peche mill. sueldos. medios al Re et medios al conçello o el punno prendado el conçello ósi non rremialo del conçeio commo podier trobar merçet. Todo omme que en casa de ouiedo entrar por qualquier calonna que faga non Responda al merino o a sayon. si non testar con dos ommes leales. et filo testar el don dela casa lli anparar rresponda con el si nolo anparar non Responda por el don de la casa. si¬non ouier testigos et si ouier testigos leales que el don dela casa enssinne o gete suera de la casa o Responda con el. Todo omme o toda mullier que falssa esquiriçion dixer onde prouado pueda seer por concello peche sesaenta sueldos. los medios al Re los medios al conçello et por falssa esquiriçión non pierda el rrancuroso so derecho. et non pesquiran de padre nin de madre nin de hermano nin delos contendores nin de omme de su manpuesto o de omme que aya parte en la boz et esto esquiran de omme leal et de bonauida et de bona mullier o de bon mançebo o de bona mançeba que uaya a ponedençia. Omme que por ferida tuelle menbro a otro a quien no tollier dialli cien sueldos ólli faga omanisco qual se escollier el ferido. Omme que auer comprare de Romio qual quier aúer onde testigos possa auer nullo omme que de furto lo demandar conlos testigos que el aya que de rromío lo conpro dialos elos testigos que a et salue el solo que nolo furto ninlo consello et tenga so auer. Ganado delos ommes de Ouiedo pascan por todo logar et tallen por montes assi commo al tienpo del Re don alffonsso. vecino que casa non aya en la uilla. Si baralla ouier con el que casa á. Et el que casa non a si auerse en delantrar auan et fiar el que casa aia. Et li rrancura ouier el que casa a daquel que casa non á. et fiador non quitier dar el que casa y non a por mayordomo de Re o por sayone o por el mismo si nolo demandar tengalli la uoz prindada el uezino que casa ouier el que casa non a ata quel dier fiador et quando lli der fiador troca sua uoz daquel que primero ensio et poya dia derecto al otro. Ommes de la uilla de Ouiedo non collan testación de nunllo omme si del mayordomo o del sagione. Ommes que uezinos sean de la uilla de Ouiedo sobre quien uenieren auer de furto et auctor non podier auer uaa adelantre aquel quel auer. demanda et salue por sua cabeça que nolo dio ni lo uendio. mas que de furto lo a menos et aquel otro a quien o demanda uaa apres et salue por sua cabeça que nonlo furto nin lo aconssello nin otor non puede auer et dia el auer cabalmientre al otro etti ad auctor se clamar talle plazo ata nueve dias. et aduga el auctor que gete fiador et partasse de aquel quelo demanda et tengas al actor. Etse el actor se clama et plazo talla et al plazo nolo aduzer peche el auer con suas nouenas al donno quelo demando et diez soldos al Rey por suas tagantes. De Rotura de casa trezientos sueldos. .C. ssueldos. al Re et ciento al don de la casa et cien soldos al conçello de la uilla. Dos ommes con armas derronpen casa.et de rrotura de arca ferrada LXª, ssueldos. al don dela arca, el medio al Re. Ommes pobladores de Ouiedo non dian Portage nin Ribage desdela mar ata leon. Illa uilla de Ouiedo si barallar Inffançon o podestat con omme de Ouiedo tal calonna aya el uno commo el otro. Nullo omme que poblador sea dela uilla de Ouiedo siquier sea sieruo fizcal del Rey de qual seruiçio quier que sea. tan franco sea commo el que uiene de ultra porz. desde que y morar et foro fizier. siquis uero. hanc kartam stabilitatis frangere temptauerit sit excomunicantes et alege dei segregatur et cun dathan et abiron in inferno dampnatus et in uita sua careat lumen occulorum suorum. et pectten apartem Regis deçem milia morabetinos et eillo conçello aliut tantum persoluat. ffacta serie testamenti quatuor nonas septembris. Era M.ª C.ª LXXXª. IIIª. Reinante inperatore domno adefonsso cum cónyuge sua. Beringaria Regina et filiis nostris in legione. Ego jam dictus adefonssus hyspanie imperator simul cum Vxore mea et filiis meis. Han cartam quan fieri iussi et legere audiui manum propria roboraui et signa in ieci. (1ª columna) Infante donna sancia, conff. Comes malrricus, conff. Nunnus petri inperatoris armiger, conff. Guterriues fernandi, conff. Rodericus Sebastián, conff. Didacus obregon, conff. Rodericus garssie, conff. Aluarus capellanes, conff. Nuño gallego… Veradus. Martines II.us in oueto. Gonzalo uermudi tenente Asturias. (…)Roy perez, conf. (…)Monnium garssie, conf. et alii quam pluses. Giraldus notarius. (2ª columna) Comes roderici Gomez, conf. Sancius Rex, conf. Comes ramirus, conf. Poncius comes, conf. aluarus guterrii, conf. Suario ordonii, conf. Petrus sancii, conf. Petrus conssalui, conf. Guillelme de la tienda. Cales didacus. Çidi. Pelagius galleci. Guillemus de alleris. Pere, conf. Petrus roderiçi. pelagio dominicius, conf. Coram, testes. iohannes, testis. pelagius, testis. E los perssoneros sobredichos deuos el concello de Oviedo por nonbre deuos pedieron me merçet que yo quesos otorgasse Et uso confirmasse este fuero et uso lo fiziesse guardar. Et por ende yo el Rey don fernando sobredicho con conssejo et con otorgamiento dela Reyna donna Maria mi madre et del infante don Enrique mio tio. et mio tutor et de don Ruy perez Maestre dela orden dela caualleria de calatraua mio amo et con uoluntat quee de fazer bien et merced auos el Conçejo de Oviedo otorgo uso et conffirmo uso este fuero segunt que aqui es escripto. Et mando que yala et quuos sea tenudo et guardado por sienpre atodo tiempo segunt uso mejor fue tenudo et guardado en tienpo del emperador et de los otros Res que fueron ante demi. fasta aquí. Et mando et defiendo firme mientre sola pena quese eneste uuestro fuero contiene que Merino nin adelantrado nin otres ninguno non sea osado de yr contra el por lo quebrantar nin porlo menguar en ninguna manera en ningun tiempo. Et que esto sea firme et estable a todo tienpo Mande uso dar este fuero seellado con mio seello de Plomo. ffecho en Valladolid ocho dias de agosto. Era de mill. et trescientos et treinta et tres annos. Gonzalo gil la mando ffazer por mandado del Rey. Yo Pero Domínguez de Salamanca la ffiz escribir==Gonzalo jil==Iohan martinez==
Ciriaco Miguel Vigil

## Traducción
En el nombre del Padre, del Hijo y del Espíritu Santo, cuyo reino e imperio permanece sin fin por los siglos de los siglos, amen. Yo Alfonso, por la gracia de Dios, Emperador de España, juntamente con mi mujer la Reina Berenguela, y nuestros hijos Sancho y Fernando García, a vos los ciudadanos de Oviedo, así presentes como venideros, hago carta de perpetuidad a vos y a vuestra Villa, de los fueros por los que fue poblada la villa de Oviedo y la villa de San Facundo (Sahagún) en tiempo de mi abuelo el Rey Don Alfonso (el VI), para que tengáis aquellos buenos fueros firmes y salvos, vos, vuestros hijos y nietos y todos vuestros sucesores en la villa de Oviedo, hasta el fin de los siglos, en el modo infraescrito. Estos son los fueros que dio a Oviedo el Rey Don Alfonso cuando pobló esta Villa por el fuero de San Facundo, y concedió estos fueros aquel Emperador. Primeramente, por tomar solar pague un sueldo al Rey y dos dineros al sayon, y cada año dé un sueldo por censo de la casa; y quien la vendiere satisfaga un sueldo al Rey; y quien la comprare dos dineros al sayon; y si un solar se partiere, en cuantas porciones se partiere, tantos sueldos dará; y cuantos solares se unieren en uno, un censo darán. De casa donde hombre habitare y fuego hiciere, pagará un sueldo de fornaje; y haga forno en donde quisiere. Hombre poblador de Oviedo, él y cuanta heredad pudiere comprar de fuera de tierras de villas, sea libre de llevar adonde quisiere, y de vender y de dar y de hacer de ella lo que quisiere, y no haga por ella ningún servicio. Y ningún hombre se hospede en casa de hombre de Oviedo sin su consentimiento, y si allí quisiere hospedarse a la fuerza; defiéndase con sus vecinos cuanto pudiere. En estos fueros que dio el Rey Don Alfonso otorgó, que los hombres de Oviedo no fuesen en fonsado, si el mismo no estuviese cercado o no tuviese lid campal, y lo mismo de cuantos Reyes que después de él viniesen Y si él fuese cercado, o tuviese lid campal, desde que los pregoneros viniesen en la tierra, que no saliesen los hombres de Oviedo hasta que no viesen toda la gente movida, peón y caballero, desde Boca de Valcárcel hasta León; que después, cuando ellos hayan pasado, no salgan hasta tercero día. Y los merinos que pusiere el Rey sean vecinos de la Villa, uno franco y otro castellano, y que los pongan por aprobación del Concejo, que reclamen sus derechos del Rey, y tengan sus vecinos en fuero; y otrosí los sayones. Y en tanto que placiere al Rey; y al merino, no sea separado, y si él no quisiere, no sea merino. Merino ni sayón no entre en casa de hombre de Oviedo para tomar prendas, si le presentare fiador por fuero de la Villa. Y si a pesar del fiador quisiere entrar, defiéndase el dueño de la casa como mejor pudiere, y si allí recibiere daño, satisfágaselo el mayordomo o sayón; y si no le presentare fiador tome prendas y délas al querelloso, y si las ocultare tome de él otro día cinco sueldos. Si vecino a vecino reclamare casa, dé cada uno fiador por sesenta sueldos; que el otro que fuere vencido pague sesenta sueldos al Rey. Si hombre de fuera reclamare casa en la Villa, venga a la Villa a dar y tomar derecho por fuero de la Villa, y dé fiador, que si fuere vencido doble la casa en otro tal lugar, (y pague) sesenta sueldos al Rey. Infanzón o magnate o Conde, que tuviere casa en la Villa, haya tal fuero corno mayor o menor. Por la deuda conocida que haya de dar vecino a vecino, tome prendas el sayón y délas al querelloso, y no le dé plazo si no quisiere. Y si tuviere miedo que se vaya, notifíquele el mayordomo que no se vaya hasta que le dé derecha; y si él se fuere, vaya el mayordomo a la casa, y tome y aparte como si el estuviere allí; y si se las negare tome otro día cinco sueldos, y vuelva a tomar prendas, y cuantos días las ocultare tantos cinco sueldos tome de el hasta que le dé su haber: Y si prendas no le ocultare, déle prendas del total del haber. Y si no le da su haber; de nueve en nueve días le dé prendas del total hasta que sea pagado. De querella que tenga vecino de otro, que no sea deuda reconocida, vaya con merino y reclámele fiador, y si no le diere, tómele; y si él dice, no daré ahora fiador pero le buscaré hoy en todo el dia, y daréle fiador, siga el mayordomo su camino, y él busque su fiador en todo el dia y llévele a casa del querelloso; y si el querelloso no estuviere allí, haga testigos de sus vecinos y diga: fiador quiero dar a fulano, y no está allí, y fiador es fulano; y si así no llevare fiador vaya otro dia el mayordomo y tome de él cinco sueldos; y si él dice, no daré fiador, entre el merino por prendas; y si se las negare, tome de él al otro dia cinco sueldos, y hasta el total; y por cuantos dias le negare prendas o fiador, en tal manera pague tantos cinco sueldos. Y si el merino por algun cohecho no le quisiere llevar a que le dé derecho, haga testigos y salga afuera a tomar prenda sin multa, y déla bajo fianza, y venga a a la Villa, y tome fiador por el fuero de la Villa, y la prenda sea libertada. Y si antes no se querellase al merino o al sayon, y saliere fuera a tomar prenda, devuelva la prenda a su dueño, y pague sesenta sueldos al Rey. Y si vecino a vecino negare fianza, tome de él fiador por doble cantidad que si pudiere obtener por juicio de la Villa que él pague el duplo. Y si dos hombres riñeren, aun estando delante el merino o el sayon, no tengan allí intervención, si uno de ellos no le llamase (o) si hierro afilado no sacase allí para hacer daño. Y si sararen armas afiladas u hombre allí mataren, escoja (por) el merino cual quisiere, o las armas o el homicidio, sin que sea llamado (y pague) LX sueldos por las armas y trescientos sueldos por el homicidio; y cuantas armas sacaren levántese uno de la quimera, cual se quisiere, y dé fiador por todos y ampárelos tras de sí, y no pague por todas las armas más que sesenta sueldos. Y si uno de aquellos que riñeron pide socorro al merino, vaya con él y dé fiador al querelloso por el fuero de la Villa, y al tercer dia déle derecho el merino. El mayordomo no tenga representacion por ninguno de ellos, mas ellos tengan su voz, si supieren; y si no no supieren, rueguen a vecinos de la Villa, que sean vecinos, que tengan sus voces. Y quien fuere bajo fianza por el fuero de la Villa, demande al otro fiador responsable por todo, siempre por e fuero de la Villa, y tan grande sea la fianza del uno como la otra, hasta que lo ventilen en juicio. Y si alguno de ellos quisiere retirarse del juicio, pague cinco sueldos a su contrario, y éste tómelos con el merino; el mayordomo la mitad, y él la otra mitad; y al fiador de quien tomen las cinco sueldos dénle fiadores por duplicado y por el total ambos contrincantes, y tengan sobre todo su juicio ambos a dos, y el que fuere vencido, doble al fiador. Y de aquellos que riñeren, el que fuere maltratado a traición, si da voz al mayordomo, y (si) el otro fuere vencido por juicio, pague cinco sueldos al merino, y él no le reciba hasta que el juicio sea terminado; y el querelloso, por cuantas heridas tuviere, cuando el otro fuere vencido por juicio o por declaración, por cada herida de los dientes abajo pague siete sueldos y medio; y de los dientes arriba, donde brotare sangre, por cuantas heridas tuviere, que estén separadas unas de otras, quince sueldos por cada una, y si no brotare sangre siete sueldos y medio, o escudo o lanza y espada, o doce hombres descalzos de su casa hasta la suya que ellos vayan a pedirles perdón; y de estos tres derechos tome el querelloso cual quisiere; y de las heridas que el querelloso demandare en donde él pudiera presentar prueba, pague las que él conociere, y si mas le añadiere el maltratado, jure el otro por su cabeza que no le hizo más de aquellas que él manifiesta, y de las mismas que él manifiesta, y béselo; y si el querelloso no quisiese tomar uno de estos tres derechos, apártese el Concejo de él, y entiéndase con otro, y si el otro no le quisiere dar (derecho) apártese el Concejo de él, y entiéndase con otro. Ningún hombre que contra su vecino sacare armas afiladas o espada desnuda de debajo de la capa, pague sesenta sueldos; y si llevare espada desnuda debajo de la capa o en su vaina, y no la sacare, no tenga multa; y si vecino de la Villa sacare armas afiladas contra hombre de fuera, en cualquier forma que sea, no tenga por ello multa. Y si vecino viniere de alguna parte, y trajere armas consigo, si su vecino saliere allá, y se defendiere con ellas, no tenga por ello multa. Y si el vecino que viniere de fuera trajere armas consigo, si a su vecino acometiere primero y quisiere herirle con las armas que llevare desnudas, sin cosa que él no le diga ni le haga, pague LX sueldos, si con propósito las sacase de casa. Esta ordenanza es dentro de la Villa. Si riñere vecino con vecino, y el uno injuriare de palabra al otro por uno de estos cuatro denuestos, sodomita, siervo, cornudo, traidor; si le hiriere sobre esto una vez con lo que tuviere en mano, no bajándose para coger alguna cosa, y no vaya a su casa por armas con que le hiera, consígalo sin multa, y quien comenzare después pague lo que hiciere, y lucre aquellas que él hiciere; y por estos cuatro denuestos, por cualquiera que le diga, y no le hubiere herido una vez, aquel que le denostó quisiere venir a derecho por fuero de la Villa, preséntese en Concejo y diga: lo que dije, díjelo contra él con mala voluntad, y no por tal que sea verdad, y mentí por esta boca, y sáque el dedo por los dientes; y por estos otros denuestos no saque el dedo por la boca, sino desmientase llanamente. Si hombre de fuera tuviere queja de vecino de la Villa y viniere al rnerino y se querellare antes que le torne prenda, vaya el merino al vecino con el querelloso de fuera, y dígale el merino al vecino, tú, fulano, da satisfacción a este hombre que está quejoso de ti; y si el vecino quisiere dar satisfacción por medio del merino, vaya el merino con el vecino al plazo a juicio, y vaya allí y favorézcale; y si el vecino no tuviere fiador búsquele el mayordomo, y llévele al juicio con su mano, y cuando se volviere para su casa no le dé de comer ni de cenar, ni le haga servicio por esto si no quisiere,y si no le quisiere dar fiador por el merino al querelloso de fuera, vaya el querelloso su camino, y el merino no tenga pena ninguna, y si el querelloso tornare prenda después, venga el merino con el prendado y diga: tú, fulano, saca la prenda de tu vecino; y dále plazo con el prendado, y saque su prenda bajo fianza de aquel que prendó, si quisiere la fianza, sino como él pudiere, y acuda a juicio aquel querelloso de fuera, y vaya allá el vecino por quien tomaron prenda al plazo que fijaren. y no vaya allá el merino con él, si no quisiere, porque no dio fiador antes que le tomaran prendas cuando a el vino. Y si el de fuera vino a juicio, y el vecino no estuvicre allí por quien tomaran prendas, tome lo prendado, la prenda en mano, y vuelva a mano en la Villa, y aprémienle con el merino hasta que vaya a dar fiador después de la prenda. Y si el vecino fuere a juicio al plazo que fijaren, y el de fuera no viniere, aquel que es prendado saque su prenda y preséntela a juicio. Ningún hombre que tornare prendas fuera sin querellarse al merino o al sayon, pague al merino LX sueldos, y devuelva la prenda. Mas si él manifestare querella al merino o al sayon que no quiera resolver, donde él testigos pueda haber, solos dos hombres buenos leales, salga fuera a tomar prenda sin multa, y déla en depósito, y vuélvase a la Villa, y torne fiador por fuero de la Villa, y sea suelta la prenda. Y ningún hombre vecino dentro de la Villa no debe tomar prenda, y si la torna, pague cinco sueldos al merino, y devuelva la prenda a su dueño. Y ningún vecino que demandare de cinco sueldos a su vecino, y el otro lo negare, y el otro no pudiere acreditarlo, dé un hombre de su dependencia y sea cristiano, siquiera de siete años arriba, que responda amén; y aquel que le juramentare, juraméntele por cuanto quisiere, y el jurador calle, y cuando él hubiere dicho todo, responda una vez, amén; y cuando le juzgaren de el fiador su juramento a tercer dia por fuero de la Villa. Y si demandare de cinco sueldos arriba, aunque no sea más que de cinco sueldos y un dinero la reclamación, jure él por su cabeza al tercer día, y si el otro quisiere volver a lid, acepte el otro, y dénse fiador en la lid en mano del merino del Rey, y desde aquel día a nueve dias estén dispuestos para la lid, y dense fiador el uno al otro en L sueldos por conducho, y den fiador al merino del rey en LX sueldos; y si se atreviere a lidiar uno de ellos, lidie, y sino ponga otro en su lugar; y si antes que salgan al campo, pues que está afianzada la lid en mano del merino, por quien quedare, pague cinco sueldos al merino. Y si salieren al campo, y no se hirieren, por quien quedare, pague X sueldos al merino; y si lidiaren, hiriéndose, el que fuere vencido pague lucho y conducho, sesenta sueldos al Rey en lucho, y L sueldos al vencedor en conducho. En la Villa del Rey no pueda haber vasallo sino del Rey, si de su casa no fuere o de su dependencia; y ningún hombre que estuviere dentro de la Villa se acogiere a Señor de afuera, si fuese poblador vecino de la Villa pague LX sueldos al mayordomo el Rey. Y hombre que tenga prendas de hombre de afuera y sus prendas quisiere sacar por juramento y por juicio o por contienda, o tomaré prendas por ello, no promueva juicio por mediadores, sino venga aquí a la Villa, y tome juicio sobre sus prendas, y pruebe sobre las que tuviere, y no salga afuera por ellas a juicio. Huésped que posare en casa, si su hacienda encomendare al huésped o a la huéspeda, y de ello pueda tener testigos de sus vecinos, que tanto cuanto él le da a guardar, tanto le devuelva. Y si testigos no puede haber de sus vecinos, que tanto cuanto él le da a guardar tanto le devuelva. Y si testigos no puede haber de aquello que le da a guardar, cuando le devuelvan su haber el huésped le quisiere pedir algo mas, pruebe el dueño de la casa por su cabeza que no le dio más de aquello, y apártese el otro de él. Y cuando entrare en su casa, y su haber guarda dentro, y al huésped no lo da, y pierde allí algo y sospecha del huésped y lo demande a él o a su familia, por cuanto se quisiere eximir el dueño de la casa, jure (por sí),) por ellos; que por él ni por ellos ni por su consejo no ha disminuido su haber, y apártese de ellos. Todo hombre que hubiere de vender pan o sidra, véndalo cada y cuando quisiere sin pena, y no lo deje por ningún hombre. Hombre o mujer que a la hora de la muerte quiera disponer de su hacienda, la última disposición que hiciere sea estable; y si la manda en cabal salud, después no la deshiciere, es estable de haber y de heredad. Todo hombre que sea poblador en la Villa del Rey, de cuanta hacienda pudiere tener, así haber como heredad, pueda hacer de ello su voluntad de vender y de donar; a quien lo diere, que le sea estable, si hijo no tuviere; y si le tuviere déle a mano aquello que le agradare, que no le desherede de todo; y si de todo le desheredare, todo lo pierdan aquellos a quien lo diere. Hombre que toma mujer, pedida a sus parientes o a sus amigos, y por Concejo, y le diere arras, antes que la despose déle fiador de sus arras, cuales se convinieren, por fuero de la Villa: Y desde aquel día que él fiador le diere, haya hecho su carta hasta nueve días, o a la mujer, o a sus parientes, confírmela a su marido en Concejo; y el fiador libre de estas arras que el marido le da, desde que tuviere hijo, las arras son muertas; partan eso que Dios les diere. Hombre que su hacienda perdiere, si tuviere sospecha en su vecino, y sea hombre leal el vecino, que no sea ladrón de otro hurto, y probado por Concejo, júrelo por su cabeza, y no lidie por tanto. Y si fuere hombre, que no sea leal, que otro hurto haya hecho, y sea probado por Concejo, defiéndase por lid. Y si no quisiere lidiar, lleve hierro candente, y si saliere quemado; pague el valor nueve veces al dueño del haber, y diez sueldos por los derechos al merino; y si fuere mujer, que sea cogida en otro hurto, y probada por Concejo, lleve hierro candente; y si tuviere marido, o pariente, o hijo que la defienda, lidie por ella, y si fuere vencido, pague nueve veces el valor, y diez sueldos al mayordomo por sus derechos. Hombre que vendiere su sidra, y tuviere medida falsa, y lo pudiere saber el Concejo, el mayordomo tome el merino de los hombres buenos y vaya a casa de aquel, y contraste las medidas a las que son leales por Concejo, y si salieren falsas quiébrelas el merino y tome cinco sueldos de aquel sobre quien las hallaren falsas. Si arrojare basura de su casa en las callejas, pague V sueldos al merino, y quítela de allí. Y vecino que por mala voluntad echare piedra en casa de su vecino, pague V sueldos al dueño de la casa, con tal que no fuere niño de diez anos abajo. Hombre que su casa alquilare, cuando la quisiere para sí, ó para su hijo, o para su hija, aquel que habita en ella de el alquiler de cuanto allí habitó, y salga de ella; y si quisiere sacarle de allí para otro, pierda el alquiler; mas si estableciere convenio que no la pierda por él ni por otro, téngala hasta su plazo y déle su alquiler. Hombre que demandare haber a hombre muerto, de lo que el muerto nada manifestó, ni en su enfermedad cuando declaraba, y conocía sus deudas que tenia que pagar, y otros a él, jure el que demanda sobre el muerto, y lleve hierro candente en la Iglesia; y antes que lo lleve denle fiador de su haber. Y si hombre muerto no fuere de la Villa, jure y lleve hierro candente en la Iglesia, y si saliere quemado vaya por - mentiroso y perjuro, y si saliere salvo denle su haber los que heredan los bienes del difunto. Y si parientes del muerto demandan haber á nombre del muerto al vivo, cuando el vivo no fue conocido en vida del muerto, ni el muerto no le demandó en su vida, el pariente que aquel haber demandada jure y lleve hierro candente en la Iglesia, y llévelo tres pasos por fuero de la villa de Oviedo; y cuando el hierro hubiere llevado, sea la mano sellada hasta - tercer día, y cuando llegare el tercer día desele la mano, y los veedores examínensela, y si resultase quemada sea perjuro y deje estar el otro, y si saliere salvo denle su haber: y si el muerto en su vida demandó a otro vivo y no le cumplió derecho, tal juicio como habría en su vida, tal lo haga con parientes del muerto. Y si el vivo le conoció en vida del muerto, y ahora dice a los parientes que reclaman aquel haber, que con el muerto cumplió aquella obligación, júre que se lo dio, o a hombre por él a quien el muerto encargó en su vida; y si los parientes que demandan el haber, y la voz del mayordomo la quisieren volver a lid, lidie por él y si fuere vencido, dé el haber del muerto. Ningún hombre que se llamare a declaración, varón o mujer, que dijere que dará testimonios de hombres buenos y leales, y de buenas mujeres, préstelos. Y todo hombre y toda mujer que se llamar que se llamare a información judicial, en cualquier manera que le demandaren, no la prive ninguno de ella. Y no deben de dar yantar, sino al cuerpo del Rey, trescientos sueldos solamente en el año cuando viniere. Hombre que es vecino y no tiene casa en la Villa, cuando diere fiador por delito que haga o por querella que haya de su vecino, y de fiador por fuero de la Villa, y si no satisficiere al tercer día, y si él se fuere o quedare que pague el fiador cinco sueldos, y traiga al hombre a derecho por fuero de la Villa, y si no pudiere traerle, cumpla la demanda. Y si hombre que tuviere casa en la Villa, por cualquier delito que haga, de fiador en cinco sueldos; y sise fuere, pague el fiador cinco sueldos, y el fiador vuélvase libre a la casa de aquel que le puso por fiador, o a sus bienes, donde los hallare. De quimera que se promoviera en la Villa, en donde hombres quieran tener pendencia, si hombre allí mataren, no saquen mas que un homicida a quien señalen como matador, o aquel que eligieren de aquellos que podrán saber por averiguación que le hirieron o por sospecha tuvieren, den derecho por fuero de la Villa, juren por su cabeza, y no sea tenido por homicida: mientras que en esta pendencia están, antes que tomen derecho, hagan treguas por el fuero de la Villa, así de estas quimeras como de otras; y de las treguas dense fiadores, así de la una parte como de la otra den fiadores en mil sueldos o en mano derecha; y sean las treguas buenas y salvas de ellos y de sus parientes y de sus amigos y de su Concejo, y esas treguas por cuanto se convinieren; y quien las treguas quebrante, pague mil sueldos, la mitad al Rey y la mitad al Concejo, o la mano empeñada el Concejo, o si no redímalo del Concejo como pudiere hallar merced. Todo hombre que entrare en casa de Oviedo por cualquier delito que haga, responda al merino o a sayón, si no atestiguare con dos hombres leales, y s lo atestiguare (y) el dueño de la casa le amparare no responda por él el dueño de la casa, si no hubiere testigos, y si hubiere testigos leales que el dueño de la casa le presente o arroje fuera de la casa o responda con él. Todo hombre o toda mujer que declare falsamente, por donde pueda ser probado por Concejo, pague sesenta sueldos, la mitad al Rey, la mitad al Concejo; y por falsa declaración no pierda el querelloso su derecho, y no inquieran de padre, ni de madre, ni de hermano, ni de los contrincantes, ni de hombre de su dependencia, o de hombre que tenga parte en la demanda; y ésto inquieran de hombre leal y de buena vida, y de buena mujer, o buen mancebo o de buena manceba que vaya a declaración. Hombre que por herida prive de miembro a otro a quien no inutilizare, déle cien sueldos o haga homenaje, a elección del herido. Hombre que comprare haber de peregrino, cualquier haber, de lo cual pueda tener testigos, ningún hombre que le demandare de hurto, con los testigos que él tenga que lo compró de romero, dé los testigos que tiene, y jure él solo que no lo hurtó, ni lo aconsejó, y conserve su haber. Ganados de los hombres de Oviedo pazcan por todo lugar; y corten por los montes, así como en tiempo del Rey Don Alfonso. Vecino que no tenga casa en la Villa, si hubiere riña con el que tiene casa, el que no licite casa debe adelantarse antes y dar fiador al que la tiene. Y si hubiere querella el que tiene casa de aquel que no la tiene, y no quisiere dar fiador el que casa allí no tiene, por mayordomo del Rey, o por sayón, o por el mismo si no le demandare, téngale empeñado su derecho el vecino que casa tuviere, al que casa no tiene, hasta que le diere fiador; y cuando le diere fiador devuelva su derecho de aquel que primero fio, y después dé derecho al otro. Hombres de la villa de Oviedo no toleren embargo de ningún hombre, sino del mayordomo o del sayón. Hombres que sean vecinos de la villa de Oviedo, a quienes viniere hacienda de hurto, y no pudiere hallarse autor, vaya adelante aquel que demanda la hacienda, y jure por su cabeza que no lo dio ni lo vendió, más que por hurto lo tiene menos, y aquel otro a quien lo demanda vaya después, y jure por su cabeza que no lo hurtó ni lo aconsejó, ni puede haber autor, y dé el haber cabalmente al otro; y si al autor se llamare, señale plazo hasta nueve días, y presente el autor que quite fiador, y sepárese de aquel que lo demanda, y téngase al autor. Y si el autor se llama, y fija plazo, y al plazo no lo presentare, pague el haber nueve veces al dueño que lo demandó, y diez sueldos al Rey por sus derechos. De allanamiento de casa, trescientos sueldos, C sueldos al Rey, y ciento al dueño de la casa, y cien sueldos al concejo de la Villa. Dos hombres con armas allanan casa; y si romper arca cerrada (paguen) LX.ª sueldos al dueño de la arca, la mitad al Rey. Hombres pobladores de Oviedo no den portazgo ni ribage desde la mar hasta León. Si en la villa de Oviedo riñere infanzón o magnate con hombre de Oviedo, igual pena tenga el uno como el otro. Ningún hombre que sea poblador de la villa de Oviedo, siquiera sea siervo del fisco del Rey, de cualquier servicio que sea, tan libre sea cono el que viene de otra parte, desde que allí habitare y se acogiere al fuero. Si alguno ciertamente intentáre quebrantar esta carta de permanencia, sea escomulgado y apartado de la ley de Dios, y con Dathán y Abrión condenado en el infierno, y carezca de la luz de sus ojo por toda su vida, y págue á la parte del Rey diez mil maravedis, y otro tanto págue al mismo Concejo. Fecha por tenor de testamento á cuatro nonas de Setiembre era de MCLXXXIII, reinando el Emperador Don Alfonso con su muger la Reina Berenguela y nuestros hijos, en Leon. Yo el susodicho Alfonso, Emperador de España, juntamente con mi muger y mis hijos, esta carta, que mandé hacer y oí leer, rubriqué y signé con mi propia mano.
Ciriaco Miguel Vigil